# Paraeumigus parvulus
Paraeumigus parvulus är en insektsart som först beskrevs av Bolívar, I. 1907.  Paraeumigus parvulus ingår i släktet Paraeumigus och familjen Pamphagidae.

## Underarter
Arten delas in i följande underarter:
- P. p. parvulus
- P. p. pedemontanus